# لوتر بوخر
وثار بوشر (بالألمانية: Lothar Bucher)‏ (و. 1817 – 1892 م) هو دبلوماسي، وسياسي ألماني، توفي عن عمر يناهز 75 عاماً.

## مناصب
تولى منصب member of the Prussian Second Chamber ‏
.

## التعليم
تعلم في جامعة هومبولت في برلين
.

## روابط خارجية
- وثار بوشر على موقع الموسوعة البريطانية (الإنجليزية)